# Giuseppe Menditto
Giuseppe Menditto (Casanova, 21 giugno 1794 – Capua, 2 marzo 1850) è stato un vescovo cattolico italiano.

## Biografia
Nacque il 21 giugno 1794 nell'allora Casanova (oggi Casagiove), nell'arcidiocesi di Capua.

### Formazione e ministero sacerdotale
Dopo aver studiato nel seminario di Capua, si laureò in teologia presso la Regia Università di Napoli nel 1831.
Il 19 aprile 1818 fu ordinato presbitero a Napoli dal vescovo Domenico Ventapane.
Prima ancora di laurearsi, insegnò teologia dogmatica e morale nel seminario di Capua, di cui divenne prima vicerettore e poi, dal 1830 al 1836, rettore.
Eletto canonico della cattedrale di Capua nel 1821, dal 1839 al 1844 ne fu primicerio.

### Ministero episcopale
Il 22 luglio 1844 papa Gregorio XVI nominò primo vescovo delladiocesi di Noto; ricevette l’ordinazione episcopale il 28 luglio seguente dal cardinale Antonio Francesco Orioli, cardinale prete di Santa Maria sopra Minerva, co-consacranti il futuro cardinale Fabio Maria Asquini, segretario della Congregazione dei vescovi e regolari, e dall'arcivescovo Giovanni Giuseppe Canali, vicegerente della diocesi di Roma.
Prese possesso della diocesi per procura il 24 novembre 1844, ma fece il solenne ingresso in diocesi solo il 24 dicembre seguente.
Afflitto da una grave malattia agli occhi, il 21 ottobre 1849 presentò le dimissioni al Papa che le accolse il 14 novembre.
Si ritirò a Capua, dove morì il 2 marzo 1850; è sepolto nella chiesa di San Michele Arcangelo di Casagiove.

## Genealogia episcopale
La genealogia episcopale è:
- Cardinale Scipione Rebiba
- Cardinale Giulio Antonio Santori
- Cardinale Girolamo Bernerio, O.P.
- Arcivescovo Galeazzo Sanvitale
- Cardinale Ludovico Ludovisi
- Cardinale Luigi Caetani
- Cardinale Ulderico Carpegna
- Cardinale Paluzzo Paluzzi Altieri degli Albertoni
- Papa Benedetto XIII
- Papa Benedetto XIV
- Papa Clemente XIII
- Cardinale Marcantonio Colonna
- Cardinale Giacinto Sigismondo Gerdil, B.
- Cardinale Giulio Maria della Somaglia
- Cardinale Giacinto Placido Zurla, O.S.B.Cam.
- Cardinale Antonio Francesco Orioli, O.F.M.Conv.
- Vescovo Giuseppe Menditto